# Angka-Kala
Angka-Kala (Angka qala) egy vár, vagy erődítés romja az ókori Hvárezmben, a mai Üzbegisztán területén.

## Fekvése
Üzbegisztánban,  Koj-Krylgan-Kala romjaitól két km-rel keletre található.

## Leírása
A vár négyzet alakú és 75 × 75 m. A várnak kettős fala van egy közbenső kanyargós folyosóval. A külső fal kb. 2,4 m vastag, a belső fal csak 1,2 méter, mind a négy sarkán  egy-egy toronnyal. Még három torony található a fal közepén az észak-keleti részen, az észak-nyugati és a délnyugati oldalon. A délkeleti oldalon a bejárati kapu van, amelyet két másik torony (8 × 5 m) határol. A saroktornyok mérete körülbelül 11 × 11 m, és nagyobb, mint a tényleges fal. A tornyoknak és a várfalaknak külső falain rések találhatók, melyek 1,3 m távolságban vannak a talaj felett 4,3 m magasságban.
Az erődkomplexum keletkezési idejét a 3. és 4. század közöttre teszik. A komplexumot az 1930-as évek végén Szergej Pavlovics Tolsztov irányítása alatt fedezték fel, majd az 1980-as években  G'ayratdiyin Xojaniyazov vette vizsgálat alá ismét. Az erőd funkciója bizonytalan maradt, talán a területen áthaladó egykori selyemút és Hvárezm határainak védelmére szolgálhatott.
A vár közepén egy  18 × 18 m nagyságú négyzet alakú épület találhatót, ami sokkal fiatalabbnak tartanak az erődépületnél, talán a 10.-12. században épülhetett.